# Laura Fraser
Laura Fraser (24 de juliol de 1976) és una actriu escocesa. És coneguda per haver interpretat la Door a la sèrie Neverwhere, Kate a la pel·lícula Història d'un cavaller, Cat MacKenzie a la sèrie de drama Lip Service i Lydia Rodarte-Quayle a la sèrie Breaking Bad i el seu spin-off Better Call Saul.

## Orígens i formació
Fraser nasqué a Glasgow, filla de Rose, professora d'universitat i infermera, i Alister Fraser, guionista i home de negocis. S'educà a Hillhead High School i és una ex-membre del Scottish Youth Theatre. S'entrenà al Royal Scottish Academy of Music and Drama.

## Trajectòria
El seu primer gran paper fou el de Door a la sèrie de fantasia negra de la BBC Neverwhere el 1996. Va actuar a la pel·lícula The Tribe (1998) de la BBC, i va fer el paper de Lavinia a Titus (1999) així com de Justine a Virtual Sexuality (1999) i Candice a Kevin & Perry Go Large (2000). També va aparèixer a les pel·lícules Història d'un cavaller (2001) i Vanilla Sky (2001). Va actuar als serials d'època de la BBC He Knew He Was Right (2004), Casanova (2005) i Reichenbach Falls (2007). Va aparèixer a la pel·lícula de comèdia britànica Nina's Heavenly Delights (2006). Va interpretar Claire Bellington a la sèrie d'ITV Talk to Me (2007).
Fraser interpretà Florence Nightingale a la sèrie homònima, retransmesa a la BBC One el juny de 2008. Del 2010 al 2012, va fer de Cat a la sèrie de la BBC Three Lip Service. El 2010 s'anuncià que faria de Jessica Brody a l'episodi pilot de la sèrie de thriller polític de Showtime Homeland. Va ser substituïda per Morena Baccarin. Del 2012 al 2013, va interpretar Lydia Rodarte-Quayle a la darrera temporada de la sèrie de drama i crim d'AMC Breaking Bad.
Va interpretar Eve Stone a la sèrie televisiva de 2016 The Missing. El 2017, va fer de DS Annie Redford al drama de sis capítols d'ITV The Loch.

## Vida personal
És abstèmia. Es casà amb l'actor Karl Geary el 2003. Tenen una filla, Lila, i viuen a Glasgow, Escòcia.

## Filmografia

### Pel·lícules
| Any  | Títol                                                    | Paper                | Notes        |
| ---- | -------------------------------------------------------- | -------------------- | ------------ |
| 1995 | Good Day for the Bad Guys                                | Caputxeta Vermella   | Curtmetratge |
| 1996 | Small Faces                                              | Joanne Macgowan      |              |
| 1997 | Paris, Brixton                                           | Amanda               | Curtmetratge |
| 1998 | Left Luggage                                             | Chaya Silberschmidt  |              |
| 1998 | L'home de la màscara de ferro (The Man in the Iron Mask) | Bedroom Beauty       |              |
| 1998 | Cousin Bette                                             | Mariette             |              |
| 1998 | Divorcing Jack                                           | Margaret             |              |
| 1999 | Virtual Sexuality                                        | Justine Alice Parker |              |
| 1999 | Whatever Happened to Harold Smith?                       | Joanna Robinson      |              |
| 1999 | Titus                                                    | Lavinia              |              |
| 1999 | A Christmas Carol                                        | Belle                |              |
| 2000 | Kevin & Perry Go Large                                   | Candice              |              |
| 2001 | Història d'un cavaller                                   | Kate                 |              |
| 2001 | Vanilla Sky                                              | The Future           |              |
| 2003 | A la gola del llop                                       | Katya Paskevic       |              |
| 2003 | Devil's Gate                                             | Rachel               |              |
| 2003 | 16 Years of Alcohol                                      | Helen                |              |
| 2003 | Coney Island Baby                                        | Bridget              |              |
| 2003 | The Old One                                              | Jane Doe             | Curtmetratge |
| 2006 | Nina's Heavenly Delights                                 | Lisa MacKinlay       |              |
| 2006 | Land of the Blind                                        | Madeleine            |              |
| 2006 | The Flying Scotsman                                      | Anna Obree           |              |
| 2009 | Cuckoo                                                   | Polly                |              |
| 2009 | The Boys Are Back                                        | Katy                 |              |
| 2010 | You Were Perfectly Fine                                  | Noia 1               | Curtmetratge |
| 2011 | Flutter                                                  | Helen                |              |
| 2013 | Wish You Well                                            | Amanda Cardinal      |              |
| 2014 | The Sisterhood of Night                                  | Rose Hall            |              |
| 2016 | I Am Not a Serial Killer                                 | April Cleaver        |              |
| 2017 | Man with Van                                             | Talia                |              |
| 2017 | In the Cloud                                             | Mary                 |              |

### Televisió
| Any       | Títol                             | Paper                     | Notes                                             |
| --------- | --------------------------------- | ------------------------- | ------------------------------------------------- |
| 1996      | Casualty                          | Gemma McEnery             | Episodi: "For Your Own Good"                      |
| 1996      | Neverwhere                        | Door                      | 6 episodis                                        |
| 1997      | The Investigator                  | Louise Marshall           | Telefilm                                          |
| 1997      | Summer of Love                    | Isabel                    | Telefilm                                          |
| 1998      | The Tribe                         | Megan                     | Telefilm                                          |
| 1999      | A Christmas Carol                 | Belle                     | Telefilm                                          |
| 2000      | Forgive and Forget                | Hannah                    | Telefilm                                          |
| 2001      | Station Jim                       | Harriet Collins           | Telefilm                                          |
| 2004      | Conviction                        | Lucy Romanis              | 6 episodis                                        |
| 2004      | He Knew He Was Right              | Emily Trevelyan           | 4 episodis                                        |
| 2004      | Iron Jawed Angels                 | Doris Stevens             | Telefilm                                          |
| 2005      | Casanova                          | Henriette                 | 3 episodis                                        |
| 2007      | Talk to Me                        | Claire                    | 4 episodis                                        |
| 2007      | Reichenbach Falls                 | Clara                     | Telefilm                                          |
| 2008      | Florence Nightingale              | Florence Nightingale      | Telefilm                                          |
| 2008      | The Passion                       | Abigail                   | Episodis desconeguts                              |
| 2009      | No Holds Bard                     | Sarah Rutherford          | Telefilm                                          |
| 2010      | Single Father                     | Rita Morris               | 4 episodis                                        |
| 2010–2012 | Lip Service                       | Cat MacKenzie             | 8 episodis                                        |
| 2012–2013 | Breaking Bad                      | Lydia Rodarte-Quayle      | 9 episodis                                        |
| 2014      | Black Box                         | Regan Black               | 13 episodis                                       |
| 2014      | Forever                           | Patricia Abbott           | Episodi: "The Man in the Killer Suit"             |
| 2014      | Castles in the Sky                | Margaret                  | Telefilm                                          |
| 2015      | Cocked                            | Hannah                    | Episodi pilot                                     |
| 2015      | Peter & Wendy                     | Sra. Darling              | Telefilm                                          |
| 2015      | Law & Order: Special Victims Unit | Professora Jessica Dillon | Episodi: "Devastating Story"                      |
| 2016      | Houdini and Doyle                 | Lydia Belworth            | Episodi: "A Dish of Adharma"                      |
| 2016      | One of Us                         | Juliet                    | 4 episodis (Estrenat a Netflix com a Retribution) |
| 2016      | The Missing                       | Eve Stone                 | 8 episodis                                        |
| 2017–2018 | Better Call Saul                  | Lydia Rodarte-Quayle      | 3 episodis                                        |
| 2017      | The Loch                          | DS Annie Redford          | Sèrie dramàtic de 6 parts                         |